# Llimonaea californica
Llimonaea californica är en lavart som först beskrevs av Edward Tuckerman, och fick sitt nu gällande namn av Sparrius. Llimonaea californica ingår i släktet Llimonaea, ordningen Arthoniales, klassen Arthoniomycetes, divisionen sporsäcksvampar och riket svampar.   Inga underarter finns listade i Catalogue of Life.